# Luis Juan del Milà

Kardinalswappen von Luis Juan del Milà (modernes Schema)

Luis Juan del Milà, valencianisch Lluís Joan del Milà (* ca. 1432/33 in Xàtiva, Spanien; † 9. Dezember 1510 in Bélgida) war ein Kardinal der Römischen Kirche.

## Leben
Milàs Mutter war die Schwester von Papst Kalixt III. und er selbst damit ein Cousin von Papst Alexander VI.
Einige Zeit Kirchenrecht in Bologna studierend, wurde er am 8. August 1447 Kanoniker der Stiftskirche von Xàtiva und Propst von Valencia. Aus dieser Zeit stammt ein Sohn, Jaime de Milà y de Borja.
Am 29. Januar 1453 zum Bischof von Segorbe-Albarracin erwählt, wurde er am 13. Juni 1455 Gouverneur von Bologna. Seit dem 20. Februar 1456 Kardinal in pectore, veröffentlichte Papst Kalixt III. seinen Namen am 17. September 1456 und bestimmte ihn zum Kardinalpriester der Titelkirche Ss. Quattro Coronati. Nach einigen Monaten in Rom verließ er die Stadt erneut und begab sich als Päpstlicher Legat a latere erneut nach Bologna. Nach der Wahl von Papst Pius II. befand sich Milà in dessen Umfeld. Nachdem er am 7. Oktober 1459 von Segorbe auf das Bistum Lérida versetzt worden war, kehrte er am Ende des Jahres 1468 endgültig nach Spanien zurück.
Milà war auch Kommendatarabt von San Vicente (Spanien) und Saint-Benigne in Dijon. Er nahm am Konklave von 1458 teil, nicht aber an denen von 1484 und 1492.